# Casella
Casella là một đô thị ở tỉnh Genova thuộc vùng Liguria, nằm ở vị trí cách khoảng 14 km về phía đông bắc của Genova. Tại thời điểm ngày 31 tháng 12 năm 2004, đô thị này có dân số 3.131 người và diện tích là 7,8 km².
Đô thị Casella có các frazioni (đơn vị cấp dưới, chủ yếu là thôn làng) Avosso, Carpeneta, Cortino, Parata, Regiosi, Salvega, và Stabbio.
Casella giáp các đô thị sau: Montoggio, Savignone, Serra Riccò, Valbrevenna.